# 乌克兰国家核能发电公司
乌克兰国家核能发电公司（烏克蘭語簡稱“Енергоатом”，一般被簡稱作“Energoatom”，又譯乌克兰国家核电公司或乌克兰国家核能公司）是一家乌克兰国有企业，经营着乌克兰境内的所有四个核电站（札波羅結核電廠、罗夫诺核电厂、南乌克兰核电厂和赫梅利尼茨基核电厂）。该公司是乌克兰最大的电力生产商。

## 概况
乌克兰国家核能发电公司 "Energoatom "成立于1996年10月。该公司在乌克兰运营着四座核电厂，包括15台核电机组（13台VVER-1000 型机组和2台VVER-440型机组），总装机容量为13,835 MW(兆瓦)。该公司还在 Oleksandrivska 水电站运营两台水力发电机组，装机容量为 25 兆瓦；在 Tashlyk 抽水蓄能电站运营三台水力发电机组，装机容量为 453 兆瓦（3号水力发电机组于2022年接入电力系统）。
就运行的核反应堆数量和总容量而言，乌克兰在全球排名第七，在欧洲排名第二。Energoatom 公司提供乌克兰约 55% 的电力需求。
截至2022年初，公司员工总数为33969人。
該公司的组织和法律形式为国有企业。
其创始者是乌克兰内阁。1996 年，根据乌克兰内阁1996年10月17日第1268号法令《关于成立国家核能发电公司 "Energoatom"》，在札波羅結核電廠、罗夫诺核电厂、南乌克兰核电厂、赫梅利尼茨基核电厂和切尔诺贝利核电站的财产和基础设施基础上成立了该企业。2001 年，切尔诺贝利核电站从 SE NNEGC "Energoatom "撤出。
2021年，乌克兰部长内阁根据1月20日第50-r号法令接管了 SE NNEGC "Energoatom"  统一财产综合体的管理职能。
《乌克兰国家核能发电公司章程》详细规定了主要经济活动类型，特别是 成立该企业的目的是生产电力能源，确保核电厂的安全运行并提高其效率，确保核设施建设、调试和退役期间的安全，确保向企业实体和居民不间断地供应能源，并在其职权范围内确保乌克兰在核电厂发生事故、工业发生辐射事故、遵守核立法要求、核安全和辐射安全规范和规则时，时刻准备采取快速有效的行动。

## 備注
1. ↑  烏克蘭語羅馬化：Derzhavne pidryiemstvo "Natsionalna atomna enerhoheneruiucha kompaniia "Enerhoatom"